# Adejeania analis
Adejeania analis là một loài ruồi trong họ Tachinidae.